# Dopolavoro Ferroviario Trieste 1965
Questa voce raccoglie le informazioni riguardanti il Dopolavoro Ferroviario Trieste nelle competizioni ufficiali della stagione 1965.

## Maglie e sponsor
| 1ª divisa |

## Rosa
| N° | Naz.                      | Ruolo | Sportivo         |  |  |  |
| -- | ------------------------- | ----- | ---------------- |  |  |  |
| ?  | Italia (bandiera)         | E     | Bissoli          |  |  |  |
| ?  | Italia (bandiera)         | E     | Gregori          |  |  |  |
| ?  | Italia (bandiera)         | E     | Giuseppe Scieghi |  |  |  |
| ?  | Italia (bandiera)         | E     | Armando Spessot  |  |  |  |
| ?  | non conosciuta (bandiera) | P     | ?                |  |  |  |

- Allenatore: ?